# Swinden Water
Das Swinden Water ist ein Wasserlauf in Lancashire, England. Es entsteht auf dem Extwistle Moor und fließt in westlicher Richtung. Es fließt zunächst auf der Ostseite der Swinden Reservoirs in diese Stauseen und verlässt sie an deren Westseite und danach fließt es in das Lee Green Reservoir. Das Swinden Water mündet östlich von Burnley in den River Brun.